# Carlos Petroni
Carlos Petroni (8 de agosto de 1947 - 13 de abril de 2025) fue un autor y activista político argentino.

## Biografía
Petroni fue un líder de la tendencia Morenoista del trotskismo latinoamericano desde 1973 hasta 1988, además un colaborador cercano del fundador de este movimiento, Nahuel Moreno. Petroni ha contribuido, editado o publicado más de 30 periódicos políticos, revistas y sitios web en todo el mundo. Es autor de media docena de libros sobre política, teoría marxista y organización política. Conocido a veces por algunos de sus nombres de pluma: Leon Perez, Nicholas Kramer, y Simon Morales.
Uno de los fundadores y / o participantes principales en numerosos grupos trotskistas en América Latina, Europa y los Estados Unidos. Teniendo así una amplia capacidad de organización y experiencia en luchas de la clase trabajadora. 
Miembro y líder del Partido Socialista Obrero Argentino (PST) de 1973 a 1976, y durante el inicio de la dictadura militar fue parte de su continuación subterránea. Como líder electo de sindicatos que representaban a impresores, trabajadores metalúrgicos, empacadores de carne, trabajadores sociales y otros, liderando huelgas, organizado sindicatos y apoyo, postulandose a cargos públicos y participó en varias luchas de la clase trabajadora durante casi dos décadas.
Petroni se exilió en 1978. De 1978 a 1985 fue responsable de la tendencia morenoista en el norte, el Caribe y América Central.
Participó en las revoluciones de Nicaragua y El Salvador a fines de los años 70, ayudó a fundar la sección nicaragüense de la IWL, contribuyó a desarrollar otras organizaciones centroamericanas y la sección mexicana de los morenoistas. Intervino como delegado y miembro del Presidium de la tendencia internacional de Moreno en sus diferentes etapas: la tendencia bolchevique de la Cuarta Internacional (1976-1980), la Cuarta Internacional (Comité Internacional) (1981) y la Liga Internacional de Trabajadores (Cuarta Internacional) -Liga. La Internacional de los Trabajadores (Cuarta Internacional o LIT (CI)) de 1981 a 1988. Después del colapso de la dictadura militar, viajó extensamente por América y Europa y luego se convirtió en líder del Movimiento por el Socialismo (Argentina), de 1985 a 1988. Antes de eso, él (y Nahuel Moreno) trabajó dentro del Comité Internacional de la LIT (CI) y su Secretariado Internacional desde 1982 hasta la muerte de Moreno en 1986. También fue miembro fundador de su sección de los Estados Unidos. Eventualmente llamado el Partido Internacionalista de los Trabajadores (IWP). Expulsado de la LIT (CI) en 1988, al igual que del IWP, después de la muerte de Nahuel Moreno, y luego Petroni continuó su trabajo político en los Estados Unidos. A fines de la década de 1990, Se convirtió en integrante del Comité para una Internacional de los Trabajadores (CWI) y su afiliada en los EE. UU., Socialist Alternative (EE. UU.), Y después de dejar el CIT en 2002, ayudó a fundar un grupo llamado Partido de la Izquierda EE. UU.
Petroni ha vivido de manera intermitente en los EE. UU. Desde 1978. Fundó el periódico SF-Frontlines en 1997, trabajó con el Movimiento por los Derechos de los Inmigrantes o el Movimiento por los Derechos de los Inmigrantes (MDI), laboró en la campaña de Matt Gonzalez por su mayor en 2003 , y ha sido muy activo en las elecciones de San Francisco. Se candidateó para la Junta de Supervisores en 1998 y obteniendo 16,293 votos (2%). La siguiente elección fue por Tesorero de la ciudad y obtuvo menos votos, 14,911, pero alcanzó el 13% de los votos, dada la muy baja participación, contra el ganador con 87% y 99,408 votos. En 2000, escribió y administró la Proposición F, considerada una Ley de reparación histórica para los residentes de ciudades afroamericanas, que obtuvo más del 45% de los votos. Contendió a diferentes cargos desde mediados de la década de 1990 hasta que regresó a Argentina después de las elecciones de 2004. De la misma manera apoyó, organizó y gestionó otras campañas e importantes iniciativas de votación locales. A partir de 2006 está editando las versiones impresas y en línea de Izquierda.info.

## Juicio
Como resultado de su trabajo sindical y político en Argentina, fue objeto de tres intentos de asesinato durante 1974 y 1975 por escuadrones de la muerte organizados por la Alianza Anticomunista Argentina (Triple A). La Triple A operó bajo la protección y el apoyo de los gobiernos peronistas desde 1973-1976. Muchos miembros de la Triple A colaboraron con la dictadura militar después de 1976.
También ha surgido un testigo oficial en el juicio por "crímenes de lesa humanidad" atribuido a miembros de la Triple A. Petroni ha presentado mociones en los procedimientos judiciales federales solicitando al juez Oyarbide que ordene el arresto de más de una docena de miembros, en su mayoría dirigentes sindicales de Mar de Plata, Argentina, de la organización terrorista de derecha CNU (que se convirtió en parte de la Triple A) y El secretario general de la CGT, Hugo Moyano, quien ahora es vicepresidente del Partido Justicialista Peronista.
La película documental 2010, Parapolicial Negro: Apuntes para una prehistoria de la Triple A, presenta entrevistas con Petroni sobre los intentos de asesinato.